# Cruzes do Mérito Aeronáutico
As Cruzes do Mérito Aeronáutico, até o ano 1995 Ordem do Mérito Aeronáutico, é uma condecoração da Espanha dividida em várias categorias que tem por objeto de recompensar aos membros dos três Exércitos e da Policia civil e outras pessoas civis pela realização de ações e fatos ou a prestação de serviços de destacado mérito.
Definida pelo mesmo Real Decreto que as Cruzes do Mérito Militar e Naval. As Cruzes do Mérito Aeronáutico têm por objeto recompensar e distinguir individualmente aos membros das Forças Armadas e do Corpo da Policia civil, pela realização de ações e fatos ou a prestação de serviços de destacado mérito ou importância, bem como ao pessoal civil por suas atividades meritórias relacionadas com a Defesa Nacional. Estas ações e fatos deverão estar relacionadas com o Exército do Ar para sua concessão. O Regulamento de Recompensas Militares, Real Decreto 1040/2003, de 1 de agosto, estabelece, que o pessoal das Forças Armadas e a Policia civil que ostente dita distinção, ao ser cessados como membros por baixa em seus respectivos corpos por incumprimento das Leis Militares, não poderão fazer ostentação nem uso de dita condecoração na ordem militar nem na vida civil.

## Categorias

### Cruz
Para oficiais, suboficiais e tropa e o pessoal civil que não tenha a faixa suficiente para obter a Grande Cruz.
As Cruzes do Mérito Aeronáutico, que serão de braços iguais, levarão no centro o emblema do Exército do Ar em cujo círculo interior figurará um escudo cuartelado e fileteado em ouro, de esmaltes: primeiro, de Castilla; segundo, de León; terceiro, de Aragón, e quarto, de Navarra; entado em ponta Granada e escusón em seu centro de Borbón-Anjou. Em seu reverso, escudo circular que levará inscritas as letras, em ouro, MA, sobre esmalte de cor vermelha. Conceder-se-ão:
- Com distintivo vermelho: Conceder-se-ão àquelas pessoas que, com valor, tenham realizado ações, fatos ou serviços eficazes em decorrência de um conflito armado ou de operações militares que impliquem ou possam implicar o uso de força armada, e que impliquem umas dotes militares ou de comando significativas. A Cruz com distintivo vermelho será esmaltada em vermelho e penderá de uma fita vermelha com duas listas brancas de largo igual a um oitavo do largo total daquela, que deixarão cantos vermelhos de dois milímetros nas bordas.
- Com distintivo azul: Conceder-se-ão por ações, fatos ou serviços extraordinários que, sem estar contemplados na seção 1.ª deste capítulo, levem-se a cabo em operações derivadas de um mandato das Nações Unidas ou no marco de outras organizações internacionais. A Cruz com distintivo azul será esmaltada em alvo com uma lista esmaltada em azul mais escuro no braço inferior. Penderá de uma fita igual à da Cruz com distintivo branco, exceto em seus cantos exteriores de dois milímetros, que serão azuis mais escuros.
- Com distintivo amarelo: Conceder-se-ão por ações, fatos ou serviços que entranhem grave risco e nos casos de lesões graves ou falecimento, como consequência de atos de serviço, sempre que impliquem uma conduta meritória. A Cruz com distintivo amarelo será esmaltada em alvo com uma lista esmaltada em amarelo no braço inferior. Penderá de uma fita igual à da Cruz com distintivo branco, exceto em seus cantos exteriores de dois milímetros, que serão amarelos.
- Com distintivo branco: Conceder-se-ão por méritos, trabalhos, ações, fatos ou serviços distintos, que se efetuem durante a prestação das missões ou serviços que ordinária ou extraordinariamente sejam encomendados às Forças Armadas ou que estejam relacionados com a Defesa, e que não se encontrem definidos em três seções anteriores deste capítulo. A Cruz com distintivo branco será esmaltada em alvo. Penderá de uma fita branca com duas listas vermelhas de largo igual a um oitavo do largo total daquela, que deixarão cantos brancos de dois milímetros nas bordas.

### Grande Cruz
Para oficiais generais e pessoal civil com uma faixa institucional, administrativo, acadêmico ou profissional.
A Grande Cruz é uma placa abrilhantada de ráfagas em ouro, com a cruz da correspondente cor no centro, orlada de dois leões e dois castelos em prata, proporcionais ao conjunto. Banda de seda, das mesmas cores que a fita da que pendem as Cruzes, se unindo em seus extremos com um laço da mesma fita, do que penderá a Venera da Grande Cruz timbrada de coroa real, em ouro, e sujeita à banda por um aro dourado. A venera consistirá na cruz correspondente do mérito e distintivo concedido. Conceder-se-ão:
- Com distintivo vermelho: Conceder-se-ão àquelas pessoas que, com valor, tenham realizado ações, fatos ou serviços eficazes em decorrência de um conflito armado ou de operações militares que impliquem ou possam implicar o uso de força armada, e que impliquem umas dotes militares ou de comando significativas.
- Com distintivo azul: Conceder-se-ão por ações, fatos ou serviços extraordinários que, sem estar contemplados na seção 1.ª deste capítulo, levem-se a cabo em operações derivadas de um mandato das Nações Unidas ou no marco de outras organizações internacionais.
- Com distintivo amarelo: Conceder-se-ão por ações, fatos ou serviços que entranhem grave risco e nos casos de lesões graves ou falecimento, como consequência de atos de serviço, sempre que impliquem uma conduta meritória.
- Com distintivo branco: Conceder-se-ão por méritos, trabalhos, ações, fatos ou serviços distintos, que se efetuem durante a prestação das missões ou serviços que ordinária ou extraordinariamente sejam encomendados às Forças Armadas ou que estejam relacionados com a Defesa, e que não se encontrem definidos em três seções anteriores deste capítulo.

## Insígnias e pinos
| Cruz com distintivo vermelho.        | Cruz com distintivo azul.        | Cruz com distintivo amarelo.        | Cruz com distintivo branco.        |
| Grande cruz com distintivo vermelho. | Grande cruz com distintivo azul. | Grande cruz com distintivo amarelo. | Grande cruz com distintivo branco. |